# Vrilissia (kommunhuvudort i Grekland)
Vrilissia är en kommunhuvudort i Grekland.   Den ligger i prefekturen Nomarchía Athínas och regionen Attika, i den sydöstra delen av landet, 12 km nordost om huvudstaden Aten. Vrilissia ligger 250 meter över havet och antalet invånare är 30 741.
Terrängen runt Vrilissia är platt åt sydväst, men åt nordost är den kuperad.Runt Vrilissia är det tätbefolkat, med 257 invånare per kvadratkilometer. Närmaste större samhälle är Aten, 11,6 km sydväst om Vrilissia. 